# Peninsula Yucatán

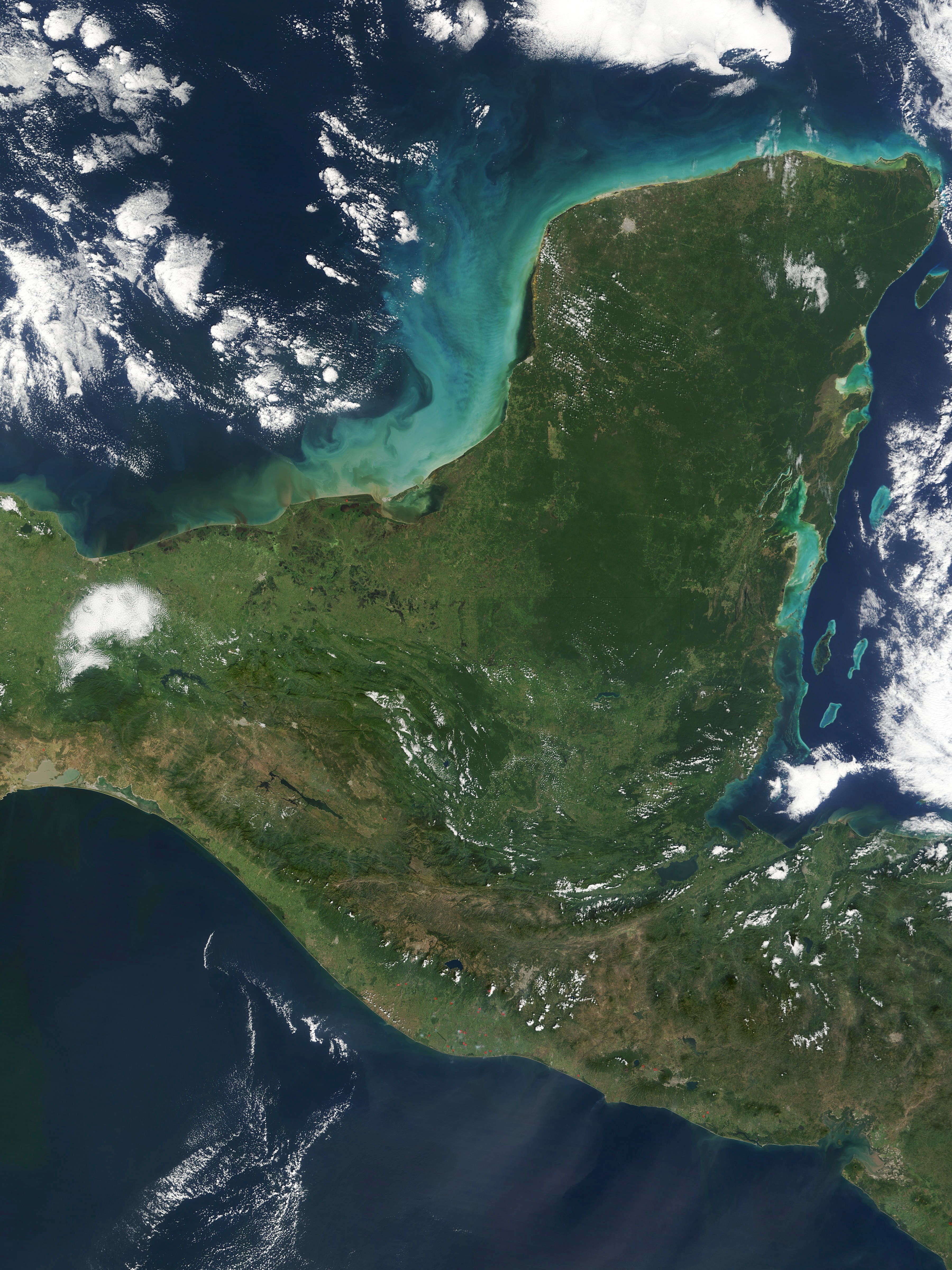
Fotografie din satelit a peninsulei Yucatán

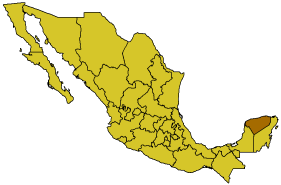

Peninsula Yucatan (în spaniolă: Península de Yucatá), situată în America Centrală, desparte Marea Caraibelor de Golful Mexic. Este compusă din:
- trei state federale mexicane (Campeche, Quintana Roo și Yucatán)
- statul Belize
- și teritoriul de nord al Guatemalei, El Peten.

Lungimea coastelor este de 1.100 km și are o suprafață de 197.600 km².
Clima este caldă și uscată în nord, unde cresc arbori înalți, și este mult mai rece în sud.
Peninusula este cunoscută pentru atracțiile turistice (Cancún, Playa del Carmen, Tulum, Cozumel, Isla Mujeres) și ruinele antice maiașe (Chichén Itzá, Tulum), dar și pentru locația Chicxulub unde, conform teoriilor recente, în urmă cu 65 milioane de ani ar fi căzut un meteorit cu diametrul de circa 10 km, care ar fi dus la dispariția dinozaurilor de pe Pământ. Arhivat în 19 februarie 2017, la Wayback Machine..
Pensinsula Yucatan coincide cu zona de influență a civilizației precolumbiene a Mayașilor.